# Serge Savard
Serge Aubrey Savard, OC, CQ (* 22. Januar 1946 in Montréal, Québec) ist ein ehemaliger kanadischer Eishockeyspieler und -funktionär. Der Verteidiger absolvierte zwischen 1967 und 1983 über 1000 Spiele in der National Hockey League und galt dabei als einer der besten Spieler seiner Generation. Den Großteil seiner aktiven Karriere verbrachte er bei den Canadiens de Montréal, mit denen er insgesamt acht Mal den Stanley Cup gewinnen konnte und dabei im Jahre 1969 mit der Conn Smythe Trophy als wertvollster Spieler der Playoffs ausgezeichnet wurde. Nachdem er 1979 mit der Bill Masterton Memorial Trophy für Hingabe und Fairness geehrt wurde und bei den Canadiens zudem das Kapitänsamt bekleidet hatte, ließ er seine Laufbahn bei den Winnipeg Jets ausklingen. Auf internationaler Ebene nahm er mit der kanadischen Nationalmannschaft an der Summit Series 1972 teil und gewann mit ihr die Goldmedaille beim Canada Cup 1976.
Direkt nach dem Ende seiner aktiven Karriere kehrte Savard nach Montréal zurück und leitete die Geschicke der Canadiens zwölf Jahre lang als General Manager, wobei er das Team in den Playoffs 1986 und 1993 zu zwei weiteren Titeln führte. Ebenfalls 1986 wurde der Kanadier mit der Aufnahme in die Hockey Hall of Fame geehrt. Darüber hinaus wird seine Trikotnummer 18 bei den Canadiens seit 2006 nicht mehr vergeben.

## Karriere

### Als Spieler

#### Jugend
Serge Savard wurde in Montréal geboren, wuchs allerdings im kleinen Ort Landrienne in der Nähe von Amos auf, etwa 600 Kilometer nordwestlich der frankokanadischen Metropole. In seiner Jugend lief er, nachdem er von Scouts entdeckt wurde, für die Canadien junior de Montréal auf, einer zu diesem Zeitpunkt noch direkt mit den Canadiens de Montréal aus der National Hockey League (NHL) assoziierten Juniorenmannschaft. Die Canadien junior nahmen zu dieser Zeit noch am Spielbetrieb der Ontario Hockey Association (OHA) teil, sodass er in der ranghöchsten Nachwuchsliga der Nachbarprovinz Ontario auflief. Wenig später statteten ihn die Canadiens de Montréal mit einem Vertrag aus und setzten ihn zwischen 1965 und 1967 überwiegend in ihren professionellen Farmteams ein, den Omaha Knights bzw. Houston Apollos in der Central Professional Hockey League (CPHL) sowie bei den As de Québec in der American Hockey League. Den Großteil der Saison 1965/66 verpasste er jedoch aufgrund eines Bänderrisses im rechten Knie, während er im Trikot der Apollos als CPHL Rookie of the Year ausgezeichnet sowie ins Second All-Star Team der Liga berufen wurde.

#### NHL
Nachdem Savard im Januar 1967 sein NHL-Debüt gegeben hatte, etablierte er sich mit Beginn der Spielzeit 1967/68 im Aufgebot der Canadiens de Montréal und gewann mit diesen bereits in den folgenden Playoffs 1968 seinen ersten Stanley Cup. Diesen verteidigte das Team im Jahr darauf, wobei Savard als punktbester Abwehrspieler (10 Scorerpunkte aus 14 Spielen) mit der Conn Smythe Trophy ausgezeichnet und somit als wertvollster Spieler der Playoffs geehrt wurde. Zugleich war er der erste Verteidiger überhaupt, der diese noch junge Trophäe erhielt. In den folgenden beiden Jahren fiel Savard zweimal aufgrund eines gebrochenen Beins für längere Zeit aus. Als die Canadiens 1971 einen weiteren Titel errangen, hatte er nur 37 Spiele der regulären Saison absolviert, sodass sein Name nicht auf der Trophäe eingraviert wurde. Heute wird er allerdings von offizieller Seite als dem Siegerteam zugehörig geführt, sodass dies bereits sein dritter Stanley Cup war.
Die erlittenen Verletzungen sowie die Ankunft von Larry Robinson und Guy Lapointe in Montréal sorgten in der Folge dafür, dass Savard eher defensiv orientiertes Eishockey spielte, während Robinson und Lapointe vermehrt als Offensivverteidiger auftraten. Gemeinsam bildeten die drei Abwehrspieler die Big Three und formten mit weiteren Stars wie Ken Dryden, Yvan Cournoyer, Guy Lafleur und Bob Gainey eine Mannschaft, die in den 1970er Jahren das sportliche Maß der Dinge in der NHL darstellte. Zwischen 1973 und 1979 gewann Montréal fünf von sieben Stanley Cups, darunter vier in Folge von 1976 bis 1979. Savard errang die Trophäe somit insgesamt acht Mal als Spieler, womit er zu den erfolgreichsten Akteuren überhaupt zählt. Darüber hinaus wurde er im Jahre 1979 mit der Bill Masterton Memorial Trophy ausgezeichnet, die in Anerkennung für Beständigkeit, Hingabe und Fairness im Eishockeysport verliehen wird, und im NHL Second All-Star Team berücksichtigt. Ferner war er als Spieler der Canadiens, die er zudem von 1979 bis 1981 als Mannschaftskapitän anführte, bei den NHL All-Star Games 1970, 1973, 1977 und 1978 vertreten.
Nach der Spielzeit 1980/81 wollte Savard seine Karriere bereits beenden. Den Winnipeg Jets, die ihn zuvor im Oktober 1981 per Waiver Draft von den Canadiens verpflichtet hatten, gelang es ihn vom Verbleib in der NHL zu überzeugen. In der Folge war er für das Team aus Manitoba zwei Jahre aktiv. Schließlich erklärte er seine aktive Laufbahn im Jahre 1983 endgültig für beendet, nachdem er in  der NHL insgesamt 1170 Spiele bestritten und dabei 507 Scorerpunkte verzeichnet hatte. Direkt nach der üblichen Wartezeit von drei Jahren wurde der Kanadier 1986 in die Hockey Hall of Fame aufgenommen, bevor er auch mit der Aufnahme in den Order of Canada (Officer, 1994) sowie den Ordre national du Québec (Chevalier, 2004) geehrt wurde. Außerdem ist seine Trikotnummer 18 bei den Canadiens seit November 2006 gesperrt und wird somit nicht mehr vergeben.
Seinen Spitznamen Le Sénateur bzw. The Senator (dt. Senator) erhielt Savard aufgrund seines politischen Interesses und Engagements.

#### International
Erste internationale Erfahrungen sammelte Savard im Rahmen der Summit Series 1972, bei der er verletzungsbedingt nur fünf der acht Partien bestreiten konnte. Allerdings errang die kanadische Nationalmannschaft mit ihm im Aufgebot vier Siege und ein Unentschieden gegen die sowjetische Auswahl, sodass Savard selbst kein Spiel der Summit Series verlor. Ebenso gehörte er bei der ersten Auflage vom Nachfolger der Summit Series, dem Canada Cup 1976, zum kanadischen Aufgebot und gewann dort mit ihr die Goldmedaille. Ein letztes Mal trat der Abwehrspieler schließlich im Rahmen des Challenge Cup 1979 gegen die Sowjetunion an, bei der das Team Canada jedoch mit 1:2 in der Serie unterlagen.

### Als General Manager
Mit dem Ende seiner aktiven Laufbahn kehrte Savard prompt nach Montréal zurück und übernahm dort zur Saison 1983/84 die Nachfolge von Irving Grundman als General Manager der Canadiens. Parallel dazu übersah er auch die Geschäfte des Farmteams, der Canadiens de Sherbrooke, das 1985 die AHL-Playoffs um den Calder Cup gewann. Im Jahr darauf errang der Kanadier auch als General Manager seinen ersten Stanley Cup, dem 1993 ein zweiter bzw. insgesamt zehnter Titel folgen sollte. In Summe fungierte Savard zwölf Jahre lang als „GM“ der Canadiens und war unter für die Verpflichtungen von Patrick Roy, John LeClair, Éric Desjardins, Stéphane Richer und Saku Koivu (allesamt via Draft) sowie von Denis Savard, Vincent Damphousse oder Kirk Muller (allesamt via Transfer) verantwortlich. 1995 trat Réjean Houle seine Nachfolge an.
Darüber hinaus gehörte Savard von 1999 bis 2013 das Franchise der Rocket de Montréal bzw. der später umbenannten Prince Edward Island Rocket.

## Erfolge und Auszeichnungen

### Als Spieler
| - 1967 CPHL Rookie of the Year - 1967 CPHL Second All-Star Team - 1968 Stanley-Cup-Gewinn mit den Canadiens de Montréal - 1969 Stanley-Cup-Gewinn mit den Canadiens de Montréal - 1969 Conn Smythe Trophy - 1970 Teilnahme am NHL All-Star Game - 1971 Stanley-Cup-Gewinn mit den Canadiens de Montréal - 1973 Teilnahme am NHL All-Star Game - 1973 Stanley-Cup-Gewinn mit den Canadiens de Montréal | - 1976 Stanley-Cup-Gewinn mit den Canadiens de Montréal - 1976 Goldmedaille beim Canada Cup - 1977 Teilnahme am NHL All-Star Game - 1977 Stanley-Cup-Gewinn mit den Canadiens de Montréal - 1978 Teilnahme am NHL All-Star Game - 1978 Stanley-Cup-Gewinn mit den Canadiens de Montréal - 1979 Stanley-Cup-Gewinn mit den Canadiens de Montréal - 1979 NHL Second All-Star Team - 1979 Bill Masterton Memorial Trophy |

### Als General Manager
- 1985 Calder-Cup-Gewinn mit den Canadiens de Sherbrooke
- 1986 Stanley-Cup-Gewinn mit den Canadiens de Montréal
- 1993 Stanley-Cup-Gewinn mit den Canadiens de Montréal

### Sonstige
- 1986 Aufnahme in die Hockey Hall of Fame
- 1994 Aufnahme in den Order of Canada im Rang eines Offiziers (Officer)
- 2004 Aufnahme in den Ordre national du Québec im Rang eines Ritters (Chevalier)
- 2006 Sperrung der Trikotnummer 18 durch die Canadiens de Montréal

## Karrierestatistik

### International
| Vertrat Kanada bei: - Summit Series 1972 - Canada Cup 1976 | Vertrat die National Hockey League bei: - Challenge Cup 1979 |

(Legende zur Spielerstatistik: Sp oder GP = absolvierte Spiele; T oder G = erzielte Tore; V oder A = erzielte Assists; Pkt oder Pts = erzielte Scorerpunkte; SM oder PIM = erhaltene Strafminuten; +/− = Plus/Minus-Bilanz; PP = erzielte Überzahltore; SH = erzielte Unterzahltore; GW = erzielte Siegtore; 1 Play-downs/Relegation; Kursiv: Statistik nicht vollständig)